# Joan Guinjoan
Joan Guinjoan (født 28. november 1931 i Riudoms, Spanien, død 1. januar 2019) var en spansk komponist og pianist og kritiker.
Guinjoan studerede komposition og klaver på Musikkonservatoriet Liceo Barcelona hos Cristòfor Taltabull, og på
École Normale i Paris hos Pierre Wissmer. Han har skrevet 3 symfonier, orkesterværker, kammermusik, balletmusik, instrumentalværker, korværker etc. Han var kritiker og foredragsholder på forskellige kulturinstitutioner om musik i Barcelona.

## Udvalgte værker
- Symfoni nr. 1 "Symfoni om den kejserlige Tarraco" (1961) - for orkester
- Symfoni nr. 2 "Byen Tarragona" (1999) - for orkester
- Symfoni nr. 3 "Synkrotron-Alba" (2010) - for orkester
- Klaverkoncert (1963) - for klaver og kammerorkester